# Сергиенко, Сергей Семёнович
Сергей Семёнович Сергиенко (1900 – 1997) – советский военачальник, генерал-лейтенант танковых войск, помощник командующего войсками Уральского военного округа.

## Биография
Обучался в Коммунистическом университете имени Я. М. Свердлова. 5 августа 1922 года призван в РККА Московским городским военным комиссариатом. 
В 1922-1925 год обучался в Военно-политической академии имени Ленина.  10 сентября 1925 назначен инструктором по организации партийной работы 7-й стрелковой дивизии. 15 марта 1926 года назначен комиссаром саперного эскадрона 1-й кавалерийской дивизии. 5 ноября 1927 года назначен помощником командира 1-го конно-артиллерийского дивизиона 1-й кавалерийской дивизии. 4 сентября 1928 года назначен комиссаром 11-го автобронедивизиона 1-го кавалерийского корпуса. 
В декабре 1931 года – сентябре 1932 года обучался на Бронетанковых курсах усовершенствования и переподготовки командного состава РККА имени тов. Бубнова. В сентябре 1932 года назначен командиром 24-го отдельного танкового батальона 24-й стрелковой дивизии. В феврале 1934 года назначен начальником автобронетанковых войск 26-й стрелковой дивизии. В мае 1936 года назначен командиром 26-го отдельного танкового батальона 26-й стрелковой дивизии. В декабре 1937 года назначен начальником автобронетанковых сил 20-го стрелкового корпуса. 20 июля 1940 года назначен заместителем командира 19-й автобронетанковой бригады. 12 марта 1941 года назначен заместителем командира 60-й танковой дивизии.
В октябре – декабре 1941 года обучался в Военной академии Генерального штаба РККА имени К. Е. Ворошилова. В декабре 1941 года назначен офицером связи штаба Западного фронта. Был легко ранен в сражении под Ржевом. 30 апреля 1942 года назначен командиром 145-й танковой бригады. 30 января 1943 года награжден орденом Красной Звезды. 
15 февраля 1943 года назначен командующим бронетанковыми и механизированными войсками 10-й гвардейской армии. Был контужен во время боев за освобождение Ельни. 28 сентября 1943 года «за умелое и мужественное руководство боевыми операциями по захвату городов Смоленск и Рославль и за достигнутые в результате этих операций успехи в боях с немецко-фашистскими захватчиками» награжден орденом Кутузова II степени .
25 апреля 1944 года назначен заместителем командира по строевой части 10-го танкового корпуса. 3 ноября 1944 года «за долгосрочную и безупречную службу» награжден орденом Красного Знамени. 19 февраля 1945 года «за умелое руководство бригадами на наиболее ответственном направлении при прорыве обороны немцев в Восточной Пруссии и овладении городами: Найденбург, Танненберг, Остероде, Морунген и Мильхаузен» награжден орденом Отечественной войны I степени.
После окончания Великой Отечественной войны продолжал служить в той же части. 8 сентября 1945 года назначен заместителем командира по строевой части 10-й танковой дивизии. 5 февраля 1947 года назначен заместителем командира 10-го отдельного кадрового танкового полка. 7 марта 1947 года назначен командиром 10-го отдельного кадрового танкового полка. 6 ноября 1947 года «за выслугу лет» награжден орденом Ленина.
С 27 апреля 1949 года по 12 мая 1950 года проходил обучение на Высших академических курсах при Высшей военной академии имени К. Е. Ворошилова. 11 мая 1949 года присвоено звание генерал-майора танковых войск. 15 июня 1950 года назначен командующим бронетанковыми и механизированными войсками Уральского военного округа. 19 декабря 1953 года назначен помощником командующего войсками Уральского военного округа по танковому вооружению. 18 февраля 1958 года присвоено звание генерал-лейтенанта танковых войск. 27 марта 1960 года зачислен в распоряжение командующего войсками Уральского военного округа. 21 января 1961 года уволен в отставку.